# Vysocký z Vysoké
Vysocký z Vysoké byl rod vladyků ve Slezsku z Vysoké na Opavsku. Alexandr Vysocký z Vysoké byl v letech 1528–1537 v Krnově sudím. Rod se připomíná v 15. a 16. století. Jaroslav Oderský z Lidéřova na Odrách se oženil s Šťastnou z Vysoké, dcerou Jana Havranovského z Vysoké a Anny Hejdové z Nové Cerekve.